# الردة (صحار)
الردة منطقة سكنية تقع في ولاية صحار، التابعة لمحافظة شمال الباطنة في سلطنة عمان. يقدر عدد سكانها بـ 10 نسمة حسب إحصاء عام 2010 التابع للمركز الوطني للإحصاء والمعلومات الحكومي. رمز المنطقة هو 60130251.

## الوصلات الخارجية
- المركز الوطني للإحصاء والمعلومات، سلطنة عمان